# Marcus Ellis
Marcus Ellis, född den 14 september 1989 i Huddersfield, är en brittisk badmintonspelare.
Han tog OS-brons i herrdubbel i samband med de olympiska badmintonturneringarna 2016 i Rio de Janeiro.